# Why Don't We Do It in the Road?
Why Don't We Do It in the Road? (Lennon/McCartney) är en låt av The Beatles från 1968. Låten spelas i filmen Across the Universe.

## Låten och inspelningen
Medan Lennon och Harrison övervakade mixningar smet Paul och Ringo in i studio 2 och svängde ihop denna korta och enkla blueslåt, troligen som ett musikaliskt skämt, 9 oktober 1968. McCartney har beskrivit den som ”en mycket John-aktig låt.” Den sexuella frigjordheten från perioden fångas i alla fall så pass bra att man diskuterar låten i Dudley Moores komedi ”Blåst på konfekten”. Låten kom med på LP:n The Beatles (musikalbum), som utgavs i England och USA 22 november respektive 25 november 1968.